# IC 4827
IC 4827 је спирална галаксија у сазвјежђу Паун која се налази на листи објеката дубоког неба у Индекс каталогу.
Деклинација објекта је - 60° 51' 34" а ректасцензија 19h 13m 21,1s. Привидна величина (магнитуда) објекта IC 4827 износи 12,5 а фотографска магнитуда 13,3. Налази се на удаљености од 53,690 милиона парсека од Сунца. IC 4827 је још познат и под ознакама ESO 141-34, IRAS 19088-6056, PGC 62922.